# Franz Hoth
Franz Hoth (* 14. Oktober 1909 in Stettin; † 28. Juli 1949 in Metz) war ein deutscher SD- und SS-Führer sowie Kriegsverbrecher.

## Leben
Hoth absolvierte nach dem Schulabschluss eine kaufmännische Ausbildung in seiner Heimatstadt und war danach bei einer Schiffsmaklerfirma in Brunsbüttelkoog tätig. Während dieser Zeit begründete er in Brunsbüttelkoog die dortige NSDAP-Ortsgruppe mit, er trat zum 1. Dezember 1931 der NSDAP (Mitgliedsnummer 797.864) und im selben Jahr der SA bei, von der er im April 1933 zur SS wechselte (SS-Nummer 97.563). In der SS stieg Hoth bis zum SS-Sturmbannführer auf.
Im August 1933 verlor er seine Arbeitsstelle und war anschließend bei einer Fischkonservenfabrik in Kiel tätig. Im Mai 1934 trat er in das SD-Hauptamt ein und wurde dort Abteilungsleiter. Ab April 1938 führte er den SD-Abschnitt Donau.
Hoth leitete SD-Kommandos in Österreich nach dem Anschluss sowie nach dem Münchner Abkommen im Sudetenland. Bei den Einsatzgruppen der Sicherheitspolizei in Polen leitete er nach Beginn des Zweiten Weltkrieges das SD-Kommando beim Stab der Einsatzgruppe I. Zwischen September 1939 und Frühjahr 1940 liquidierten die Einsatzgruppen der Sicherheitspolizei 60.000 bis 80.000 Menschen in Polen. Ab März 1940 führte Hoth den SD-Abschnitt Bremen.
Nach einem Kolonialkurs an der Führerschule in Berlin und an der Italienischen Kolonialpolizeischule in Tivoli war Hoth ab Juli 1942 dem Einsatzkommando unter Walter Rauff zugeteilt, das in Athen auf seinen Einsatz in Italienisch-Libyen wartete. Im November wurde das Einsatzkommando, in dem Hoth im Nachrichtendienst tätig war, in Tunesien eingesetzt und von dort vor der Kapitulation des Afrika-Korps im Mai 1943 ausgeflogen.
Danach war er beim Befehlshaber der Sicherheitspolizei und des SD (BdS) in Frankreich und ab November 1943 war Hoth Kommandeur der Sicherheitspolizei (KdS) in Nancy. Anschließend leitete er ab August 1944 das z. b. V. Kommando der Einsatzgruppe H in Pressburg und danach während der Ardennenoffensive das z. b. V. Kommando der Einsatzgruppe L. Von April 1945 bis zum Kriegsende im Mai 1945 war Hoth noch kurzzeitig KdS im norwegischen Stavanger. Hier übernahm er das KdS-Amt von SS-Obersturmbannführer Friedrich Wilkens (1907–1945) in Stavanger, der bei einer Aktion der deutschen Besatzungspolizei zur Bekämpfung des norwegischen Widerstandes am 4. April 1945 ums Leben gekommen war. Sein Vorgesetzter war der Befehlshaber der Sicherheitspolizei und des Sicherheitsdienstes (BdS) für Norwegen, SS-Standartenführer Heinrich Fehlis, der seinen Sitz in Oslo hatte. Am Tag der deutschen Kapitulation, dem 8. Mai 1945 versuchte sich dieser seiner Verantwortung zu entziehen und hatte sich in einer Wehrmachtsuniform auf die Flucht gemacht. Nach Kriegsende befand sich Hoth in britischer Internierung und wurde mehrfach vernommen.
Hoth wurde nach Frankreich überstellt und vor einem französischen Militärgericht angeklagt, das ihn am 19. Februar 1949 zum Tode verurteilte. Er wurde am 28. Juli 1949 in Metz wegen von ihm begangener/verantworteter Verbrechen in seiner Funktion als KdS Nancy hingerichtet.